# Ameli I d'Uzès
Ameli I (o Emili) fou un suposat bisbe d'Uzès de vers el 823 a vers el 835. No es coneix amb certesa el seu antecessor. En realitat aquest bisbe podria no haver existit, ja que la seva existència està basada en una carta datada l'any 10 del rei Lluís (Lluís el Pietós el 823) però es podria tractar de Lluís el Cec, pel qual l'any deu del seu regnat era el 911. En aquest any també està testimoniat un Ameli com a bisbe d'Uzès (vegeu Ameli II d'Uzès).